# أوبثكية ثنائية الألوان
أوبثكية ثنائية الألوان (الاسم العلمي: Eupithecia discolor) هي نوع من الحشرات تتبع جنس الأوبثكية من الفصيلة الأرفية.